# 닥터 마리오 월드
《닥터 마리오 월드》(Dr. Mario World, ドクターマリオワールド)는 닌텐도가 LINE, NHN 엔터테인먼트와 협업하여 개발하고 배급한 매치 스리 모바일 게임이다. 2019년 7월 9일 안드로이드와 iOS 플랫폼용으로 출시되었다. 2021년 11월 1일 서비스가 종료됐다.

## 줄거리
어느 날 버섯 왕국과 쿠파 왕국에 바이러스들이 나타나 왕국 전체를 덮었다. 마리오와 친구들은 같이 바이러스들을 퇴치하러 간다.

## 개발
이 게임은 안드로이드와 iOS 모바일 플랫폼용으로 2019년 7월 9일 59개 영토를 대상으로 개발되었다.

## 평가
리뷰 애그리게이터 메타크리틱에 따르면 이 게임은 혼재된 평균 평점을 받았다. 폴리곤은 게임의 자금화 구조를 통해 실제 돈을 소비해야 한다는 압박을 느끼지는 않는다고 보고하였다.
게임 런칭 처음 3일까지 닥터 마리오 월드는 200만 이상의 다운로드 수와 US$100,000 소비를 기록하였다.

## 서비스 종료
2021년 7월 28일, 닌텐도는 북미 동부 표준시 기준으로 2021년 11월 1일 서비스를 종료할 것이라고 발표했다. 2021년 11월 1일, 공고대로 《닥터 마리오 월드》의 서비스가 종료됐다.

## 참고 자료
- Alexandra, Heather (July  8, 2019). “Dr. Mario World Is Classic Puzzle Gaming, With The Good And Bad Of Mobile Gaming”. 《Kotaku》. July  9, 2019에 확인함.
- Hardawar, Devindra (July  8, 2019). “'Dr. Mario World' will make a new generation of virus-killing addicts”. 《엔가젯》. July  9, 2019에 확인함.
- Knezevic, Kevin (July  8, 2019). “Dr. Mario World Is Nintendo's Most Promising Mobile Game Yet”. 《게임스팟》. July  9, 2019에 확인함.
- Stein, Scott (July  8, 2019). “Nintendo's Dr. Mario World mobile game could be my summer addiction”. 《CNET》. July  9, 2019에 확인함.